# Akamassa
 (janvier 2021).
Si vous disposez d'ouvrages ou d'articles de référence ou si vous connaissez des sites web de qualité traitant du thème abordé ici, merci de compléter l'article en donnant les références utiles à sa vérifiabilité et en les liant à la section « Notes et références ».
Akamassa est un groupe de reggae originaire de Neuchâtel (Suisse). Formé dans les années 1990, le groupe prend son envol après l'arrivée du chanteur/compositeur Junior Tshaka et ses premiers concerts en 2002. Des textes en français, conscients et engagés, sur un reggae sobre mais rythmé, caractérisent leur musique. Du reggae francophone mais loin de l'influence du reggae français malgré leur amitié qui les lie a Sinsemilia.

## Musique
Si la musique d'Akamassa se range sans conteste dans la catégorie reggae, les musiciens qui composent le groupe proviennent tous d'univers différents. Le trombone et les textes ont une place importante dans leur musique. Ils ont d'ailleurs fréquenté Rico Rodriguez qu'ils ont eu la chance de côtoyer et de faire office de backing band, celui-ci ayant de nombreuses fois séjourné dans leur propre ville.

## Biographie

### Les débuts
C'est au cours des années 1990 qu'un groupe d'amis passionné de reggae de la région neuchâteloise se retrouve régulièrement pour écouter et jouer de la musique ensemble. D'années en années, la formation se transforme, les arrivées et les départs se succèdent, et le groupe tente ses premières scènes.
Le groupe s'est officiellement dissout en mai 2012.

### Vers le premier album
Au début des années 2000, le groupe est rejoint par différents musiciens dont Greg Frascotti (alias Junior Tshaka / auteur, compositeur et chanteur) et Léandre (trombone). Lorsque sur le reggae très percutant du groupe se pose le dialogue du trombone de Léandre avec les textes de Greg, la magie atteint le public[réf. nécessaire]. Et le succès encore régional d’Akamassa se confirme lors d’un concert au Festi’Neuch 2002, durant lequel le groupe assure la première partie de Sinsemilia devant un nombreux public qui en redemande. Akamassa enchaîne les concerts et entre en studio. Le premier album sort en 2003.

### Tout est lié
2006 est l'année du second opus du groupe, intitulé "Tout est lié...". Anthony B, de passage à Neuchâtel, vient poser sa voix sur "La maladie" et Junior Tshaka chante "Pas un exemple" avec le toulousain Monsieur Lézard, qui depuis partage régulièrement la scène avec Akamassa. Une amitié qui s'ajoute à de nombreuses autres, dont notamment celle de Mike (Sinsemilia).

## Discographie

### Compilations
- Reggae.ch vol 1 (1 titre d'Akamassa, 2005, Universal Music)
- Reggae.ch vol 2 (1 titre d'Akamassa, 2006, Universal Music)

## Musiciens
Les musiciens sont présentés avec leur discographie personnelle (hors compilations).
- Greg Frascotti (Junior Tshaka) : chant

Akamassa : Akamassa (13 titres autoproduits, 2003) / Tout est lié... (15 titres autoproduits, 2005) 
Junior Tshaka Trio : Junior Tshaka Trio (3 titres autoproduits, 2005) / Juste un peu de lumière (13 titres autoproduits, 2005) / La jungle (13 titres Echo-productions, 2007) / Il est temps... (13 titres Echo-productions, 2009)
- Audrey Gerber : chant

Akamassa : Tout est lié... (15 titres autoproduits, 2005)
- Léandre Thiévent : trombone

Akamassa : Akamassa (13 titres autoproduits, 2003) / Tout est lié... (titres autoproduits, 2005)
Los Bedjellòu : Reggae from le Jura (?? titres autoproduits, 2006)
Funk Collectif : Funk Collectif (8 titres autoproduits, 2006)
Brainless : La Promenade du Micocoulier Rose (10 titres autoproduits, 2006)
- Mathias Rota : clavier

Sim's: Il reste la chaleur (12 titres autoproduits, 2014)
Sim's: Dernière Arme (12 titres autoproduits, 2012)
Akamassa : Tout est lié... (15 titres autoproduits, 2005)
Los Bedjellòu : Reggae from le Jura (?? titres autoproduits, 2006)
- Luciano Berchicci : guitare

Akamassa' : Akamassa (13 titres autoproduits, 2003) / Tout est lié... (15 titres autoproduits, 2005)
- Julien Jaquet : guitare

Akamassa : Tout est lié... (15 titres autoproduits, 2005)
Zeppo : Stop (14 titres autoproduits, 1994, cassette) / Demo 1 (7 titres autoproduits, 1996, cassette) / Zeppo - Antabuse (45 tours avec Antabuse, 3 titres de Zeppo, 1996) / L'âme de fond (14 titres autoproduits, 2003)
- Gino Berchicci : basse

Akamassa : Akamassa (13 titres autoproduits, 2003) / Tout est lié... (15 titres autoproduits, 2005)
- Thierry Benguerel : percussions

Akamassa : Akamassa (13 titres autoproduits, 2003) / Tout est lié... (15 titres autoproduits, 2005)
Jamaica Springs : The Best Of Jamaica Springs (12 titres autoproduits, ????) / Two (12 titres autoproduits, ????)
N'Bolo : Guadalupe (Vinyl 12", 3 titres, Royal Drums, 2002)
- David Bonavita : batterie

Akamassa : Akamassa (13 titres autoproduits, 2003) / Tout est lié... (15 titres autoproduits, 2005)